# Sulawesiflugsnappare
För fågelarten Ficedula rufigula, se roststrupig flugsnappare.
Sulawesiflugsnappare (Cyornis omissus) är en fågel i familjen flugsnappare inom ordningen tättingar. Den förekommer på ön Sulawesi i Indonesien med kringliggande öar.

## Utseende och läte
Sulawesiflugsnapparen är en färgglad flugsnappare i blått och orange. Ovansidan är helt mörkblå, undersidan är orange, inklusive det mesta av strupen. Den skiljer sig från roststrupig flugsnappare och vitbrynad flugsnappare genom orangefärgad buk och från hane blåhuvad flugsnappare genom mestadels orangefärgad strupe. Honans blå rygg skiljer den från hona blåhuvad flugsnappare. Sången inleds med ljusa stigande toner, följt av en mörkare ramsa. Även metalliska "tchak" kan höras.

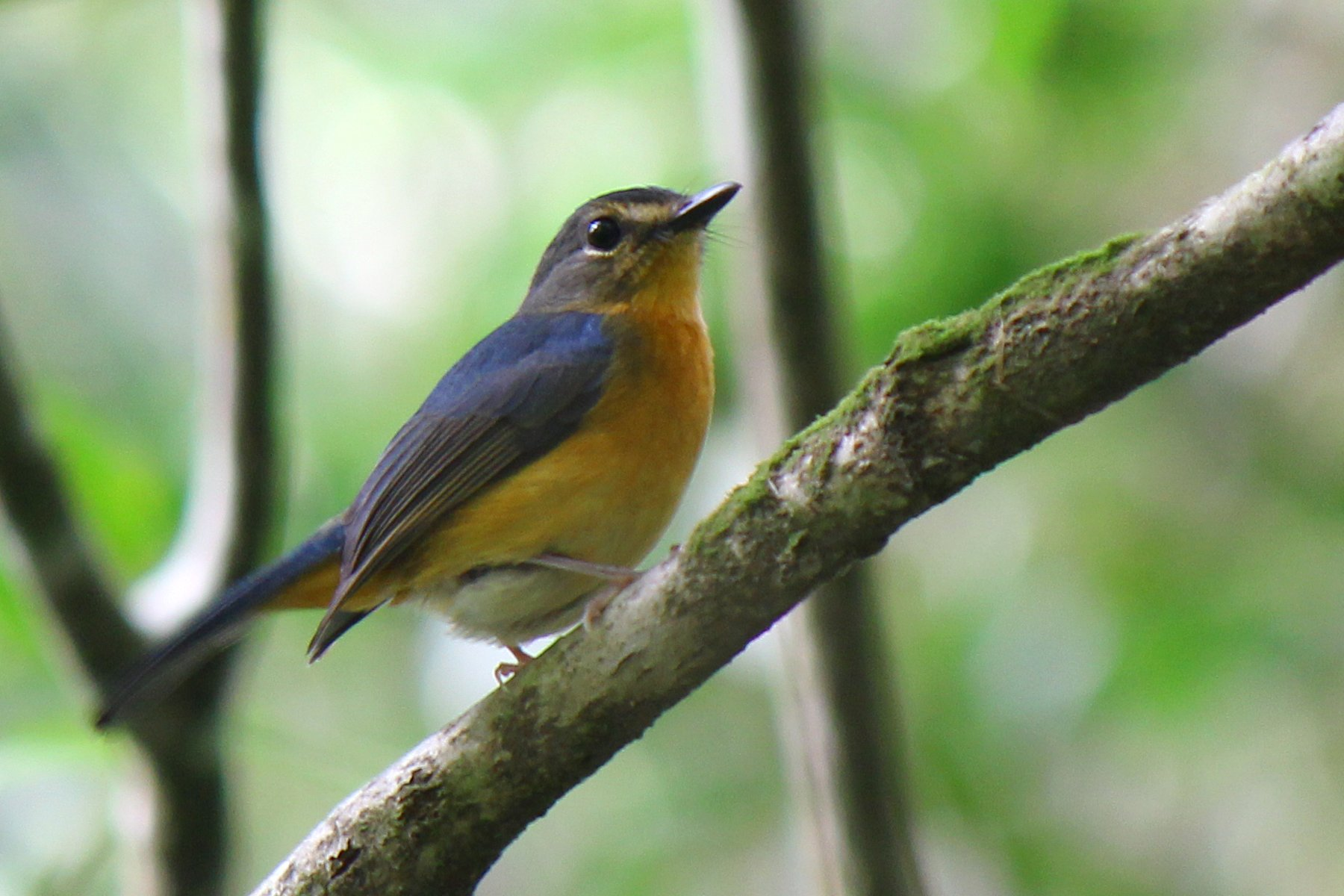

## Utbredning och systematik
Sulawesiflugsnapparen förekommer som namnet avslöjar på och kring den indonesiska ön Sulawesi. Artgränserna mellan den och dess närmaste släktingarhar varit under diskussion. Sedan 2023 kategoriseras sulawesiflugsnapparen vanligen i fyra underarter med följande utbredning:
- omissus – Sulawesi
- omississimus – Togianöarna, nyligen beskriven
- peromissus – Salayaröarna (Floreshavet)
- djampeanus –  ögruppen Tanahjampea

Tidigare inkluderades även kalaoflugsnapparen (C. kalaoensis) i arten, alternativt kategoriserades som underart till mangroveflugsnappare (C. rufigastra). Denna urskildes dock av eBird/Clements 2022 som egen art, 2023 även av International Ornithological Congress, baserat på avvikande utseende och läten. Å andra sidan urskildes djampeanus tidigare som egen art, "tanahjampeaflugsnappare". BirdLife International gör det fortfarande, inkluderande kalaoflugsnapparen.

## Levnadssätt
Sulawesiflugsnapparen hittas i skog, skogsbryn och lundar från låglänta områden till bergstrakter, dock ovanligare i de senare. Den ses enstaka och i par i undervegetationen.

## Status
IUCN bedömer hotstatus för djampeanus (inklusive kalaoflugsnapparen) och övriga taxon för sig, den förra som nära hotad och den senare som livskraftig.